# OFK 베오그라드
옴라딘스키 푸드발스키 클루브 베오그라드(Омладински фудбалски клуб Београд, Omladinski Fudbalski Klub Beograd) 또는 OFK 베오그라드(ОФК Београд, OFK Beograd)는 세르비아 베오그라드의 축구 팀이다. 클럽 이름은 세르비아어로 "베오그라드 청소년 축구팀"을 뜻한다.
이 팀은 1911년 BSK 베오그라드(BSK Beograd)라는 이름으로 창단했으며 1945년에 팀 이름을 메탈라치 베오그라드(Metalac Beograd)로 변경했다. 이후 1950년에 팀 이름을 창단 당시의 이름인 BSK 베오그라드(BSK Beograd)으로 변경했으며 1959년에 팀 이름을 현재의 팀 이름인 OFK 베오그라드(OFK Beograd)로 변경하여 오늘에 이르고 있다.
이 팀은 리그 우승 5회, 컵 대회 우승 4회의 기록을 갖고 있으며 1962-63 UEFA 컵 위너스컵에서는 준결승전까지 진출했지만 토트넘 핫스퍼에 패하고 만다. 2005년에는 당시 16세였던 슬로보단 라이코비치가 18세 이하 축구 선수 이적료로서는 세계 최고 기록인 350만 파운드라는 이적료를 받고 첼시로 이적하는 기록을 세우기도 하였다.

## 성적

### 세르비아 국내 대회 (유고슬라비아와 세르비아 몬테네그로 시절 포함)
- 유고슬라비아 1부 리그: 우승 5회 (1930–31, 1932–33, 1934–35, 1935–36, 1938–39), 준우승 6회 (1927, 1929, 1937–38, 1939–40, 1954–55, 1963–64)
- 유고슬라비아 컵: 우승 4회 (1952–53, 1954–55, 1961–62, 1965–66)
- 세르비아 몬테네그로 컵: 준우승 1회 (2005-06)

### 유럽 대회
- UEFA 컵 위너스컵: 4강 1회 (1962–63)
- UEFA 컵: 8강 1회 (1972–73)
- 인터시티스 페어스컵: 4강 1회 (1958–60), 8강 1회 (1960–61)

## 선수 명단

### 현역
참고: FIFA 자격 규정에 따라 소속된 국가대표팀 국기를 표시합니다. 선수는 복수의 FIFA 비회원국 국적을 가지고 있을 수 있습니다.
| 번호 | 포지션 | 국적       | 이름                |
| ---- | ------ | ---------- | ------------------- |
| 1    | GK     | 몬테네그로 | 발샤 포포비치       |
| 3    | MF     | 가나       | 에드문드 아도       |
| 6    | MF     | 케냐       | 리처드 오다다       |
| 13   | DF     | 몬테네그로 | 니콜라 부야디노비치 |
| 16   | DF     | 가나       | 콰드우 오포쿠 아카  |
| 18   | FW     | 몬테네그로 | 밀로스 랄레비치     |

| 번호 | 포지션 | 국적 | 이름                |
| ---- | ------ | ---- | ------------------- |
| 94   | FW     |      | 디오고 베제라       |
| 99   | FW     |      | 필립 스토이일코비치 |

## 역대 감독
| 감독                  | 임기        |
| --------------------- | ----------- |
| 밀로시 밀루티노비치   | 1966 ~ 1967 |
| 일리야 페트코비치     | 1990 ~ 1993 |
| 브란코 바비치         | 2012        |
| 블라디미르 페트로비치 | 2015        |